# Honeywell Aerospace
Honeywell Aerospace è un produttore di motori aeronautici e sistemi avionici, nonché produttore di APU e altri prodotti aeronautici. Con sede a Phoenix, in Arizona, è una divisione del gruppo internazionale Honeywell.
L'azienda ha vissuto una notevole crescita nel periodo della Seconda guerra mondiale, quando inventò il pilota automatico. Nel dopoguerra iniziò a dedicarsi per le applicazioni in tempo di pace. Oggi Honeywell produce attrezzature spaziali, turbine a gas, APU, freni, ruote, SVS, RAAS ed altri dispositivi per il mercato aeronautico.
L'azienda è stata premiata con la National Medal of Technology and Innovation dal presidente Barack Obama, per le soluzioni offerte nel campo della sicurezza in volo.

## La azienda
Il 30% delle entrate nel gruppo Honeywell proviene dall'attività della divisione aeronautica. L'azienda è impegnata nei settori dell'ingegneria aerospaziale civile e della difesa. Nel 2010, il 75% delle entrate proveniva dalle Americhe.
Honeywell si aspetta che le entrate future saranno più diversificate geograficamente con l'aumento dell'aviazione in paesi come India e Africa. In queste regioni, la mancanza di infrastrutture a terra incoraggia l'uso di sistemi avionici aggiuntivi a bordo in modo da prevenire gli incidenti.